# 麥克唐納 (特拉華州)
麥克格納（英語：McDonough）是位於美國特拉華州紐卡斯爾縣的一個非建制地區。該地的面積和人口皆未知。

## 地理
麥克格納的座標為39°29′29″N 75°39′00″W / 39.4913°N 75.6501°W，而該地的平均海拔高度為20米（即66英尺）。